# Les Pavillons-sous-Bois
Les Pavillons-sous-Bois è un comune francese di 24 003 abitanti situato nel dipartimento della Senna-Saint-Denis nella regione dell'Île-de-France.

## Storia

### Simboli
È un'arma parlante: vi sono raffigurati due padiglioni di caccia (pavillons de chasse) circondati dagli alberi di un bosco (bois).

## Società

### Evoluzione demografica
Abitanti censiti

## Amministrazione

### Gemellaggi
- Brackley, dal 1972
- Braganza, dal 1996
- Écija, dal 1996
- Eichenau, dal 2004